# Navidul
Navidul es una empresa alimenticia española de jamón curado perteneciente a la multinacional Sigma Alimentos. Fundada en 1976 por Manuel Díaz Ruíz junto con su esposa Lourdes del Río en Torrijos, Toledo, hoy en día es una empresa de importación nacional e internacional.

## Historia
En 1967, el matrimonio de Manuel Díaz Ruíz, de oficio matadero, y Lourdes del Río en Torrijos se decidió por abrir una pequeña tienda con el fin de vender chorizos, salchichas y tocino. Pronto, en los años 1970, tuvieron que agrandar su empresa, y para 1973 se volcaron a centrarse solamente en el jamón curado entre sus productos. A partir de entonces, la empresa tomó el nombre de Navidul en 1976. El nombre proviene de Na, de natural; vi, de viejo, y dul, de dulce.
En los años 80 y 90, se abrieron nuevas fábricas en Salamanca, Teruel, Toledo y Francia, primera fábrica fuera de España. La internacionalización llegó con la alarma sobre la peste porcina, que no permitía a España la exportación de productos curados del cerdo. Tras el retiro de Manuel Díaz Ruíz, el cargo de director de la empresa lo ocupó Luis Serrano, quien, junto a Revilla, formaron el Campofrío Food Group.

## Productos
Aunque Navidul tiene jamón curado blanco e ibérico, también elabora otros productos como embutidos, quesos o lacón. 